# António Vitalino Dantas
António Vitalino Fernandes Dantas O. Carm. (ur. 3 listopada 1941 w Barros de Vila Verde) – portugalski duchowny rzymskokatolicki, biskup Beja w latach 1999–2016.
Święcenia kapłańskie otrzymał 3 sierpnia 1968. 
3 lipca 1996 papież Jan Paweł II mianował go biskupem pomocniczym Lizbony, ze stolicą tytularną Tlos. Sakry biskupiej udzielił mu 29 września 1996 kardynał António Ribeiro.
22 stycznia 1999 został mianowany biskupem diecezji Beja.